# Larsberg station
Larsberg är en av Lidingöbanans stationer belägen vid Södra Kungsvägen i kommundelen Larsberg i Lidingö kommun, Stockholms län.

## Bilder

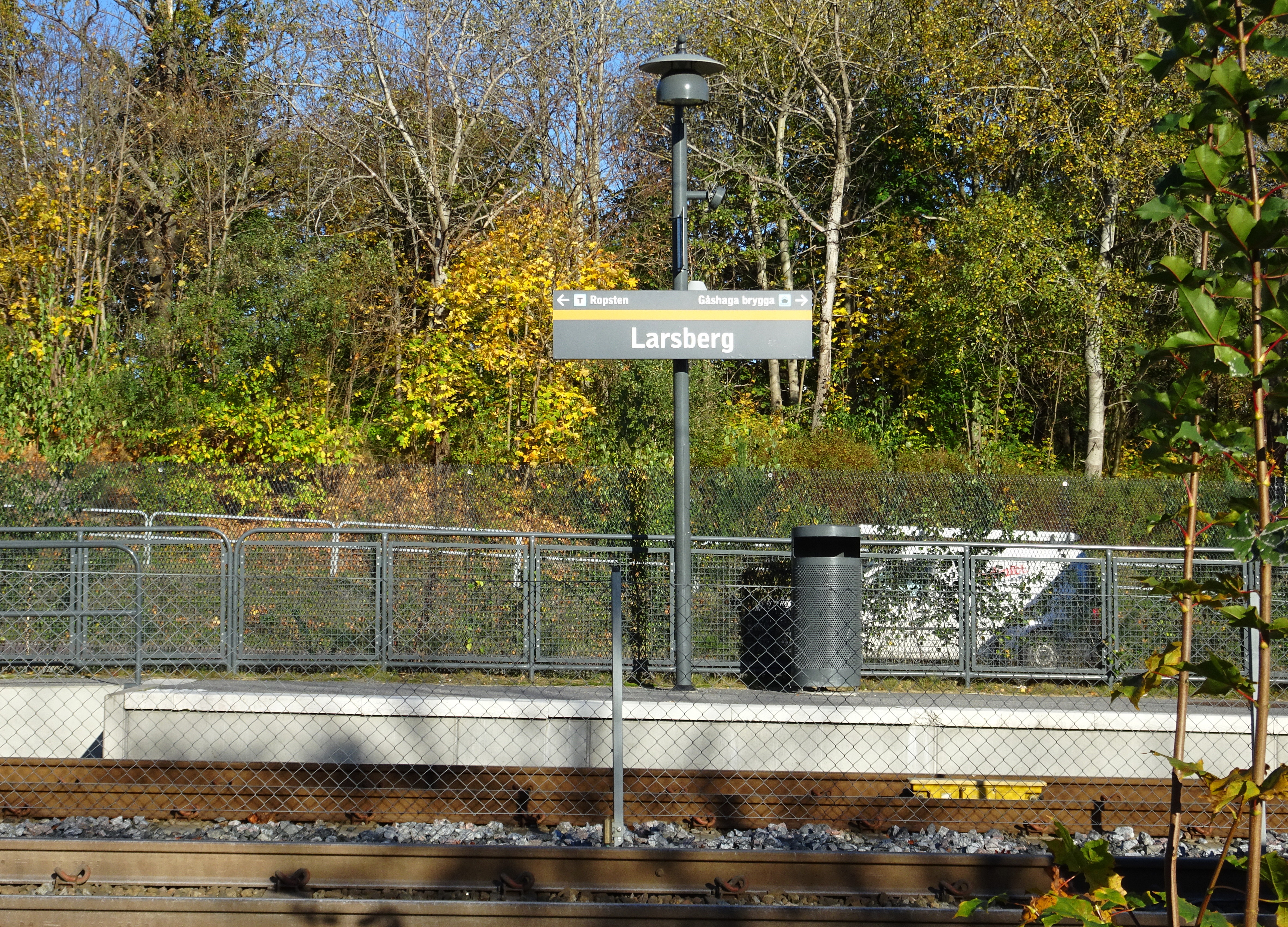
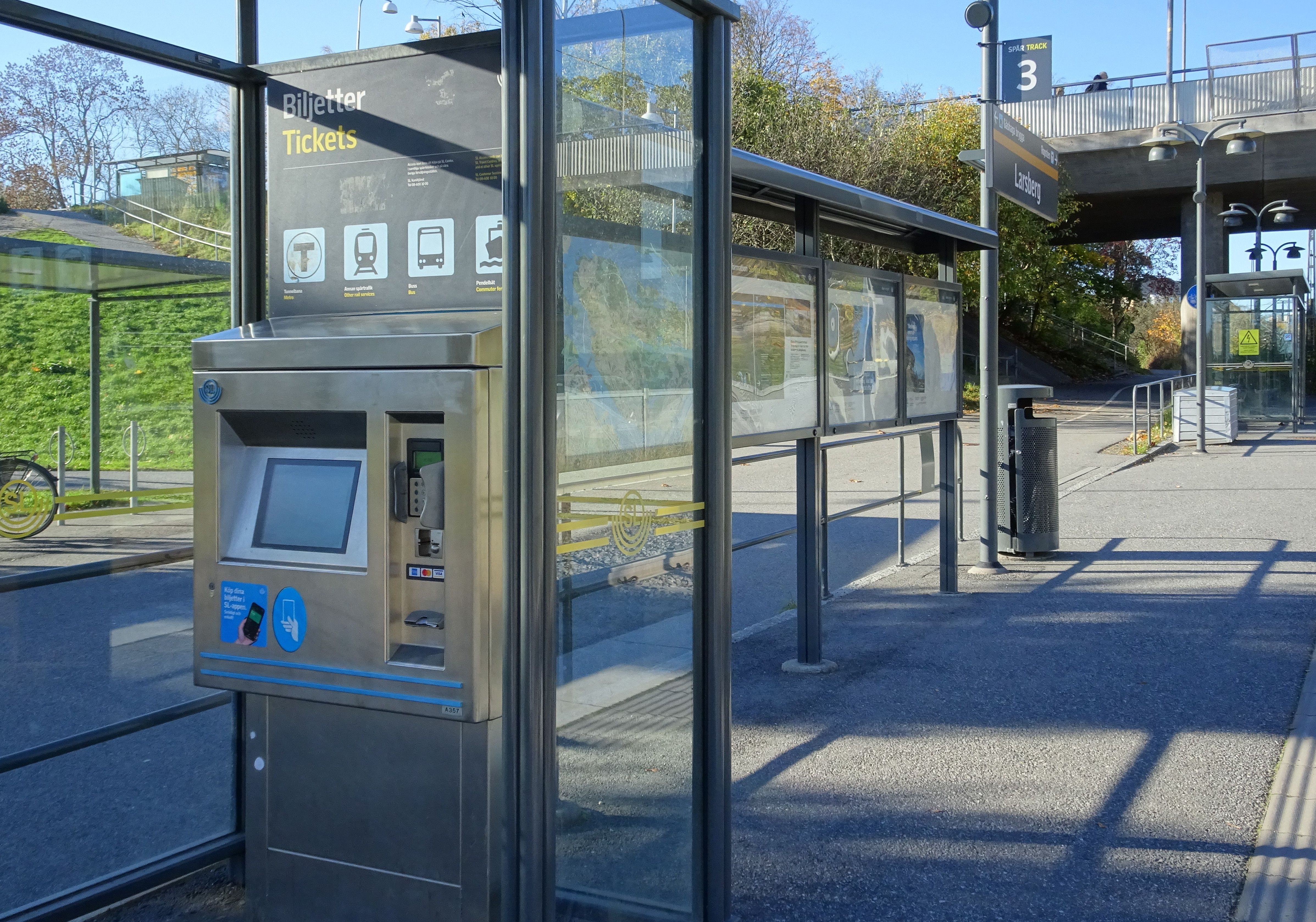

## Beskrivning
Knappt 700 meter väster om AGA station ligger stationen Larsberg. Stationen invigdes i slutet av 1960-talet i samband med att kommundelens nya bostadsbebyggelse med cirka 1 200 lägenheter och en mindre centrumanläggning började bli färdig. Hållplatsen kan nås via trappor från Larsbergsvägen samt från gång- och cykelvägen som går parallellt längs med spårområdets södra sida. På stationen finns idag två sidoplattformar som är parallell förskjutna med en plattformsövergång mellan båda. Något äldre stationshus i trä finns inte, däremot ett öppet väderskydd med biljettautomat.